# Conistra juncta
Conistra juncta là một loài bướm đêm trong họ Noctuidae.